# Henri-Frédéric Iselin
Henri-Frédéric Iselin, född den 15 december 1825 i Clairegoutte (Haute-Saône), död där den 30 mars 1905, var en fransk bildhuggare.
Iselin var lärjunge till Rude och utförde allegoriska bilder och framför allt porträttbyster. Bland hans arbeten märks Jean Goujon (1852), Murat (1853, Versailles), Eldens genius (1857, Louvren), Augustin Thierry (1864, Versailles), Napoleon III (1865, Corps législatif), General Lamoricière (1874) samt Claude Bernard (1879), de bägge sistnämnda i Versailles.